# Стінкувата
Стінкувата — річка в Україні, у Вільшанському Кіровоградської області, ліва притока Сухого Ташлику (басейн Південного Бугу).

## Опис
Довжина річки 14 км, похил річки — 5,5 м/км. Формується з багатьох безіменних струмків та водойм. Площа басейну 57,2 км².

## Розташування
Бере початок у селі Мала Вільшанка. Тече переважно на північний захід через Тернове і на південно-західній стороні від Трояни впадає у річку Сухий Ташлик, ліву притоку Синюхи. 
Річку перетинає автомобільна дорога Т 1208.